# 神奈川県立山北高等学校
神奈川県立山北高等学校（かながわけんりつやまきたこうとうがっこう）は、神奈川県足柄上郡山北町にある県立高等学校。

## 設置学科
- 普通科

## 概要
スポーツが盛んで一部の運動部は県内でも有力校の一つである。

## 沿革
- 1942年（昭和17年） - 山北町立山北実科高等女学校として開校、川村国民学校内に併置。
- 1946年（昭和21年） - 神奈川県立山北高等女学校と改称・新校舎落成移転（山北町山北）。
- 1950年（昭和25年） - 神奈川県立山北高等学校と改称・男女共学制。
- 1970年（昭和45年） - 新校舎落成現地に移転（山北町向原）。
- 1992年（平成4年） - 創立50周年記念式典挙行。
- 1995年（平成7年） - 体育コース開設。
- 2002年（平成14年） - 創立60周年記念式典挙行。
- 2004年（平成16年） - 大学進学者を対象とするアドバンスクラス設置、2学期制に移行。
- 2011年（平成23年） - 3学期制に移行。
- 2012年（平成24年） - 創立70周年記念式典挙行、昇降口にスポーツトレーニングエリアを設置。
- 2013年（平成25年） - 体育コースをスポーツリーダーコースと改称。
- 2017年（平成29年）4月 - スポーツリーダーコースの生徒募集を停止し、コース制を解消。

## 学園祭
- 毎年「山高祭」が行われている。

## 部活

### 運動部
- 硬式野球部（男）
- サッカー部（男）
- バレーボール部（男女）
- 陸上競技部
- バスケットボール部（男女）
- カヌー部
- ソフトボール部（男女）
- バドミントン部
- 卓球部
- ソフトテニス部（男女）
- 弓道部
- 釣り部
- ダンス部

### 文化部
- 軽音楽部
- 吹奏楽部
- 写真部
- 家庭部
- 茶道部
- 漫画研究同好会
- 天文同好会
- 学習部

## 著名な出身者
- 夢枕獏（小説家・エッセイスト・写真家）
- 湯川恵子（将棋女流アマ名人、観戦記者）
- ツートン青木（ものまね芸人）
- 岡本龍二（元プロ野球選手、大洋ホエールズ）
- 磯崎公美（元陸上競技短距離走選手。在学中にアジア競技大会で4冠）
- 磯崎敬太（元プロサッカー選手）
- 青木隆治（タレント。ツートン青木の息子）
- 山本大輔 (テッド・新井の後継者、山本書店社主）
- 橋本恵子（スーツアクトレス、ジャパンアクションエンタープライズ所属）
- EmiLy  (橋本絵美利)（シンガーソングライター・作詞家・作曲家）
- 高嶋康司 (陸上競技、神奈川大学出身) - 1996年、3年にして初の箱根駅伝に出場し4区を任されたが、途中棄権。翌年の箱根駅伝では、復路のエース区間9区を任され、区間3位の好走。神大の総合初優勝に貢献した。
- 小酒部泰暉（プロバスケットボール選手、アルバルク東京所属）
- 冨田幸宏（政治家、元湯河原町長）

## アクセス
- JR御殿場線東山北駅より徒歩3分。
- 富士急モビリティ 松62・松66・山99系統 向原バス停より徒歩10分。
- 山北町山北循環バス 東部循環・南部循環 山北高校前停留所下車。
- 国道246号向原交差点・村雨交差点より5分。
- 東名高速道路山北バスストップより徒歩20分。